# Explosión del polvorín de Delft
El popularmente conocido como trueno de Delft fue un desastre que ocurrió el 12 de octubre de 1654. Ese día, sobre las diez y cuarto de la mañana, explotó un depósito de pólvora ubicado en el noreste del centro de la ciudad holandesa de Delft. Los historiadores suponen que al menos un centenar de personas murieron en el desastre, y tampoco se excluye un número de muertos de «varios cientos». Sin embargo, nunca se ha determinado el número exacto de personas que murieron en el desastre. Los heridos fueron miles. Casi todos los edificios del centro de la ciudad sufrieron graves daños y el área al este de Verwersdijk quedó completamente arrasada. Su víctima más conocida fue el brillante pintor Carel Fabritius.

## Ubicación
El polvorín donde se originó el desastre se encontraba desde 1637 en el sitio del antiguo monasterio de las clarisas al final de Geerweg. En parte subterráneo, debido a la guerra de los Treinta Años, en el almacén se había ido acumulando gran cantidad de pólvora. En los años transcurridos desde el establecimiento de esta Secretaría, la industria de la tela en las cercanías del sitio había dado paso al almacén, construido principalmente alrededor de la extendida Doelenstraat. La mayoría de los habitantes de esta calle perecieron, incluido el pintor Carel Fabritius, cuya casa y estudio estaba ubicada allí.

## Causa
No se sabe más sobre la causa del desastre que Cornelis Soetens, el gerente del polvorín, fue al almacén para obtener una muestra de pólvora. Sin embargo, la historia cuenta que algunas chispas de su farol encendido cayeron en la pólvora. Al poco, se produjeron una serie de fuertes explosiones, cuyo sonido, según la tradición, se pudo escuchar hasta Texel. El polvorín almacenaba 90.000 libras (casi 30 toneladas) de pólvora.

## Daños

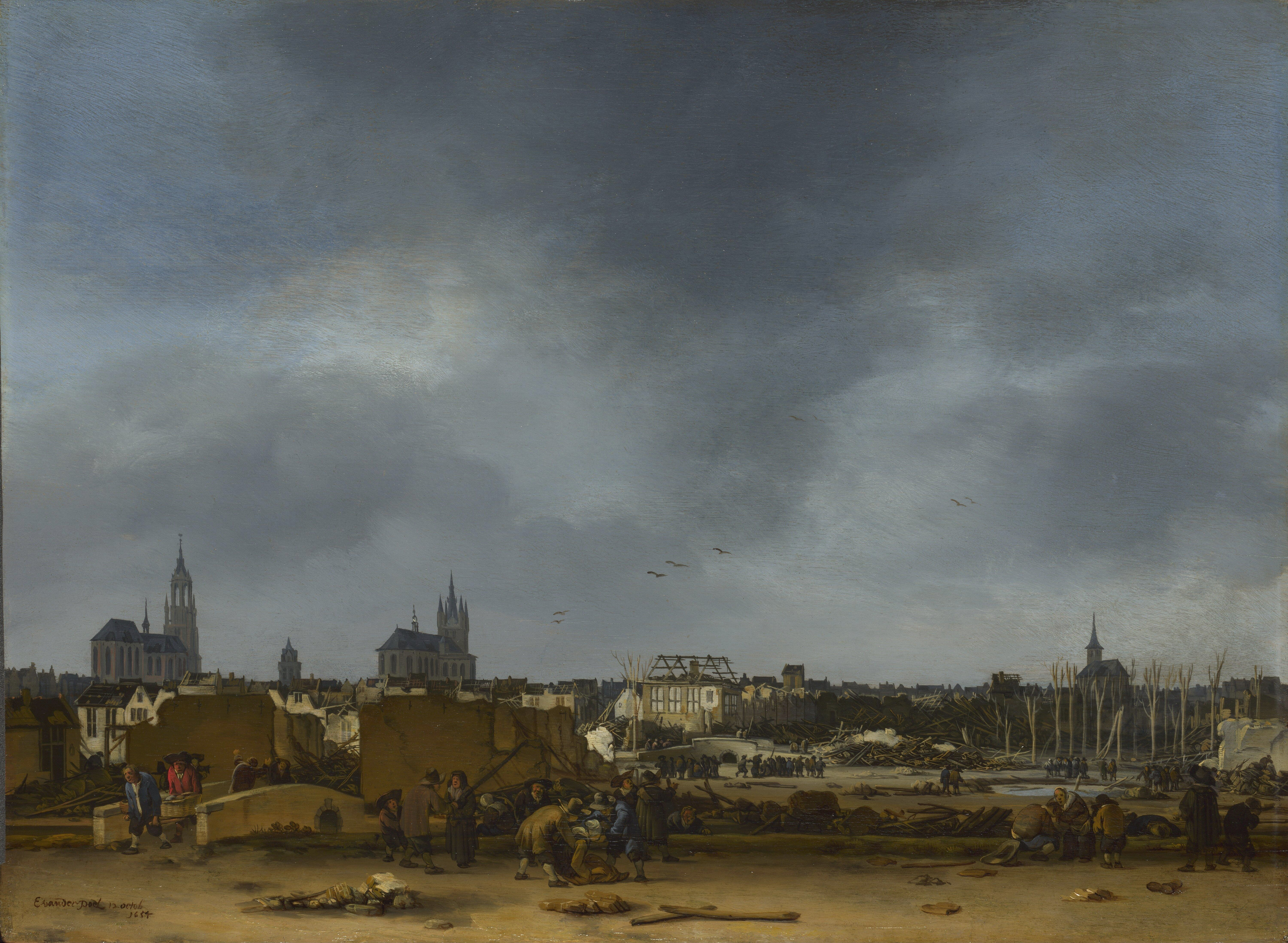
Explosión de Delft de 1654, óleo contemporáneo de Egbert van der Poel.

Al menos 500 casas sufrieron daños irreparables. El Schuttersdoelen, el campo de entrenamiento de los miembros de la milicia, contiguo a los terrenos del monasterio, fue completamente destruido. Los edificios más alejados también sufrieron graves daños; se perdieron todas las vidrieras góticas de la Iglesia Vieja y la Nueva, que se habían salvado de la furia iconoclasta. 
El historiador de la ciudad Dirck van Bleyswijck menciona en su Beschryvinge der Stadt Delft de 1667, que Fabritius estaba en ese momento pintando el retrato de Simon Decker, diácono de la Oude Kerk. La suegra de Fabritius, Judick van Pruijsen, su cuñado y su alumno y asistente Mattys Spoors también estaban presentes en la casa. Cuando sus cuerpos fueron recuperados de entre los escombros seis o siete horas después, se apreció que Fabritius todavía respiraba. Fue llevado al Oude Gasthuis en el Koornmarkt, donde falleció al cuarto de hora. El 14 de octubre de 1654, Carel Fabritius, Judick van Pruijsen, Simon Decker y otras doce víctimas fueron enterradas en la Oude Kerk de Delft.
La tragedia podría haber sido peor, pues era día de feria y muchos ciudadanos estaban en el mercado en Schiedam y La Haya.

## Reconstrucción
En parte gracias a una colecta realizada en las ciudades de Holanda para la población afectada de Delft, la reconstrucción del sitio pudo iniciarse rápidamente. El proyecto completo tardó varios años en terminarse. Las viviendas se reconstruyeron en la mayor parte del área. El lugar donde había estado el Schuttersdoelen se mantuvo libre y todavía en la actualidad se llama Paardenmarkt. Los nuevos almacenes se ubicaron en el lugar que hoy se llama Doelenplein y se construyó un almacén de artillería en el sitio del monasterio.
El nuevo polvorín se ubicó lejos de las murallas de la ciudad de Delft, a "la distancia de una bala de cañón", en un edificio diseñado por el arquitecto Pieter Post.

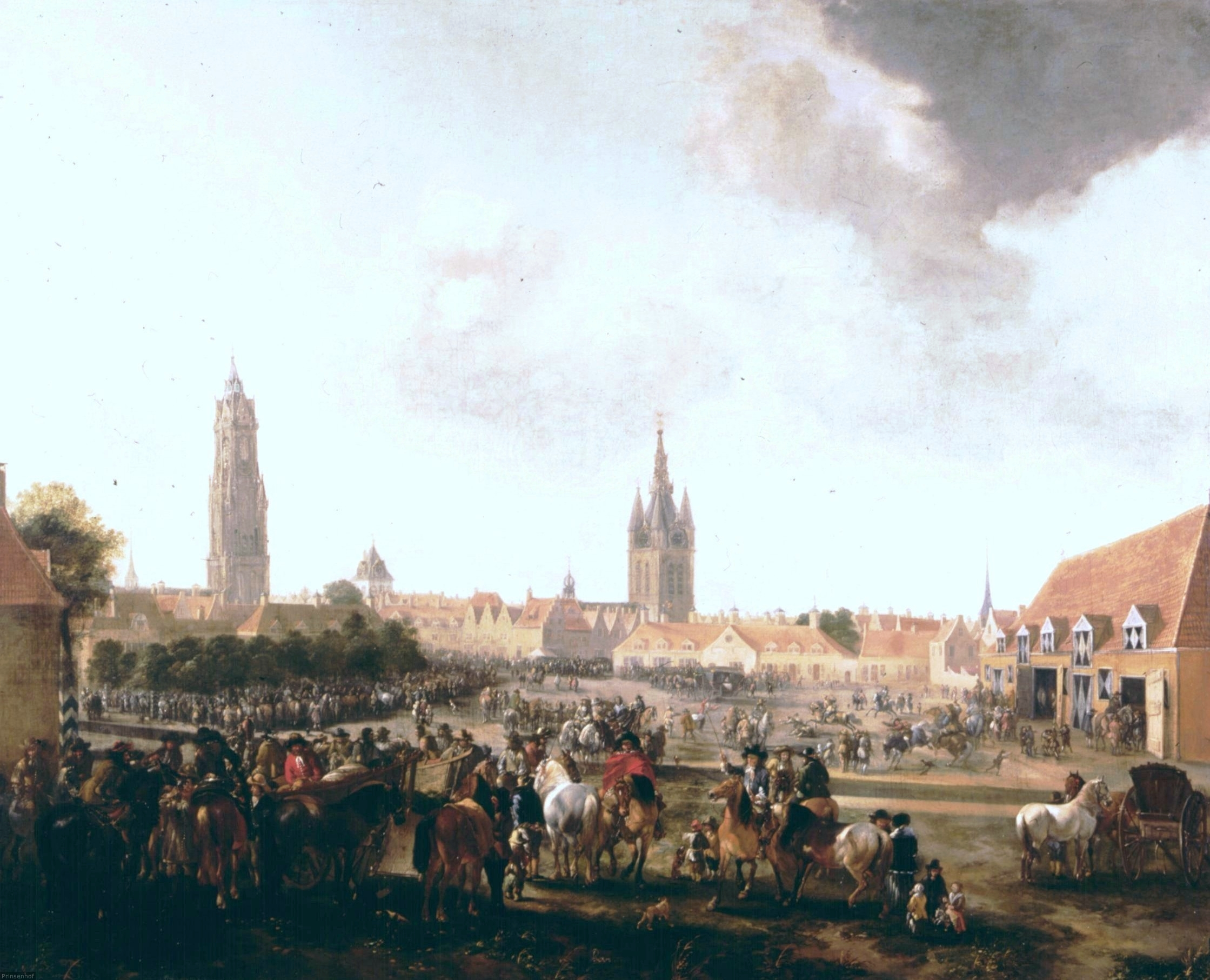
Vista del Paardenmarkt en Delft (1665
) por Pieter Wouwerman

## Conmemoración
El 12 de septiembre de 2004, se conmemoró el 350 aniversario del trueno de Delft con un concierto de percusión en el patio del antiguo almacén de artillería del Paardenmarkt. El acto principal fue la banda de percusión Slagerij van Kampen. Además, la composición «Delfts Kruit» de Arend Niks fue interpretada por la Compañía de Música Estudiantil de Delft Krashna Musika y el grupo de percusión tanto de la orquesta mayor como de la orquesta juvenil de Chr. Espectáculo de orquestas Excelsior Delft (La elección de esta fecha se relacionó con los Días del Patrimonio, no con la fecha real del desastre).